# Provincia de Yamato
La antigua provincia de Yamato (大和国 Yamato no Kuni?) estaba localizada en la Región de Kinki en lo que hoy correspondería a la prefectura de Nara en la isla Honshū. También era llamada Washū (和州?). Al principio el nombre era escrito con un solo carácter (大倭; cf. Nombres de Japón), pero cerca del año 737 fue modificado para utilizar caracteres más convenientes (大養徳). La revisión final se efectuó en el segundo año de la era Tenpyō-hōji (758 d. C.). Fue clasificada como una gran provincia en el libro Engishiki. 